# Operation Last Chance
Die Operation Last Chance ist eine internationale Kampagne mit dem Ziel, gesuchte NS-Täter der Justiz zuzuführen. Das Motto der Aktion lautet: „Spät, aber nicht zu spät.“ Für Hinweise, die zur Verurteilung einer der gesuchten Personen führen, sind jeweils 10.000 Euro ausgesetzt. Träger des Projekts sind das Simon Wiesenthal Center und die Targum Shlishi Foundation. Die Aktivitäten werden von Efraim Zuroff geleitet.

## Organisation
Seit dem Jahr 2007 war die Initiative in 13 Ländern aktiv:
- seit 2002: Estland, Lettland und Litauen
- seit 2003: Österreich, Polen und Rumänien
- seit 2004: Kroatien und Ungarn
- seit 2005: Deutschland
- seit 2007: Argentinien, Chile, Uruguay und Brasilien[1]

## Fahndungsliste
| Nr. | 2004                                | 2005                        | 2006                        | 2007                                              | 2008                        | 2009                                         | 2010                                         | 2011                                         | 2012                                         | 2013                                         | 2014                        | 2015                                                                   | 2016                        |
| --- | ----------------------------------- | --------------------------- | --------------------------- | ------------------------------------------------- | --------------------------- | -------------------------------------------- | -------------------------------------------- | -------------------------------------------- | -------------------------------------------- | -------------------------------------------- | --------------------------- | ---------------------------------------------------------------------- | --------------------------- |
| 1   | Alois Brunner († 2001)              | Alois Brunner († 2001)      | Alois Brunner († 2001)      | Alois Brunner († 2001)                            | Aribert Heim († 1992)       | John Demjanjuk († 2012)                      | Sándor Képíró († 2011)                       | Sándor Képíró († 2011)                       | László Csatáry († 2013)                      | László Csatáry († 2013)                      | –                           | Gerhard Sommer († 2019)                                                | Helma Kissner               |
| 2   | John Demjanjuk († 2012)             | Aribert Heim († 1992)       | Aribert Heim († 1992)       | Aribert Heim († 1992)                             | John Demjanjuk († 2012)     | Sándor Képíró († 2011)                       | Milivoj Ašner († 2011)                       | Milivoj Ašner († 2011)                       | Klaas Carel Faber († 2012)                   | Gerhard Sommer († 2019)                      | Gerhard Sommer († 2019)     | Wladimir Katriuk († 2015)                                              | Reinhold Hanning († 2017)   |
| 3   | Mikhail Gorshkow (†)                | John Demjanjuk († 2012)     | John Demjanjuk († 2012)     | John Demjanjuk († 2012)                           | Sándor Képíró († 2011)      | Milivoj Ašner († 2011)                       | Samuel Kunz († 2010)                         | Klaas Carel Faber († 2012)                   | Gerhard Sommer († 2019)                      | Wladimir Katriuk († 2015)                    | Wladimir Katriuk († 2015)   | Alfred Stork († 2018)                                                  | Helmut Oberlander († 2021)  |
| 4   | Ladislav Nižňanský († 2011)         | Ladislav Nižňanský († 2011) | Erna Wallisch († 2008)      | Milivoj Ašner († 2011)                            | Milivoj Ašner († 2011)      | Sören Kam († 2015)                           | Adolf Storms († 2010)                        | Gerhard Sommer († 2019)                      | Wladimir Katriuk († 2015)                    | Hans Lipschis († 2016)                       | Hans Lipschis († 2016)      | Johann Robert Riss (†)                                                 | Hubert Zafke († 2018)       |
| 5   | Jakob Reimer († 2005)               | Milivoj Ašner († 2011)      | Milivoj Ašner († 2011)      | Sándor Képíró († 2011)                            | Sören Kam († 2015)          | Klaas Carel Faber († 2012)                   | Klaas Carel Faber († 2012)                   | Adam Nagorny († 2011)                        | Charles Zentai († 2017)                      | Iwan Kalymon († 2014)                        | Iwan Kalymon († 2014)       | X aus Dänemark (Mörder von Juden in Bobruisk, Belarus)                 | Alfred Stork († 2018)       |
| 6   | Nada Šakić († 2011)                 | Jakob Reimer († 2005)       | Lajos Polgár († 2006)       | Mikhail Gorshkow (†)                              | Heinrich Boere († 2013)     | Heinrich Boere († 2013)                      | Charles Zentai († 2017)                      | Charles Zentai († 2017)                      | Sören Kam († 2015)                           | Sören Kam († 2015)                           | Sören Kam († 2015)          | Y aus Deutschland (Beihelfer zum Mord an ungarischen Juden, Auschwitz) | Helmut Rasbol († 2022)      |
| 7   | Rosemarie Albrecht († 2008)         | Mikhail Gorshkow (†)        | Mikhail Gorshkow (†)        | Erna Wallisch († 2008)                            | Charles Zentai († 2017)     | Charles Zentai († 2017)                      | Sören Kam († 2015)                           | Sören Kam († 2015)                           | Iwan Kalymon († 2014)                        | Algimantas Dailidė († 2015)                  | Algimantas Dailidė († 2015) | Z aus Norwegen (Mörder von Juden in Polen und Ukraine)                 | Aksel Andersen              |
| 8   | Petras Bernatavicius (Peter Bernes) | Charles Zentai († 2017)     | Charles Zentai († 2017)     | Sören Kam († 2015)                                | Mikhail Gorshkow (†)        | Mikhail Gorshkow (†)                         | Peter Egner († 2011)                         | Iwan Kalymon († 2014)                        | Algimantas Dailidė († 2015)                  | Mikhail Gorshkow (†)                         | –                           | Oskar Gröning († 2018)                                                 | Johann Robert Riss (†)      |
| 9   | Algimantas Dailidė († 2015)         | Algimantas Dailidė († 2015) | Algimantas Dailidė († 2015) | Charles Zentai († 2017)                           | Algimantas Dailidė († 2015) | Algimantas Dailidė († 2015)                  | Algimantas Dailidė († 2015)                  | Algimantas Dailidė († 2015)                  | Mikhail Gorshkow (†)                         | Theodor Szehinskyj († 2014)                  | Theodor Szehinskyj († 2014) | Algimantas Dailidė († 2015)                                            | Algimantas Dailidė († 2015) |
| 10  | Harry Männil († 2010)               | Harry Männil († 2010)       | Harry Männil († 2010)       | Algimantas Dailidė († 2015) Harry Männil († 2010) | Harry Männil († 2010)       | Harry Männil († 2010)                        | Mikhail Gorshkow (†)                         | Mikhail Gorshkow (†)                         | Helmut Oberlander († 2021)                   | Helmut Oberlander († 2021)                   | Helmut Oberlander († 2021)  | Helmut Oberlander († 2021)                                             | Jakob Palij († 2019)        |
| –   | –                                   | –                           | –                           | –                                                 | Alois Brunner († 2001)      | Alois Brunner († 2001) Aribert Heim († 1992) | Alois Brunner († 2001) Aribert Heim († 1992) | Alois Brunner († 2001) Aribert Heim († 1992) | Alois Brunner († 2001) Aribert Heim († 1992) | Alois Brunner († 2001) Aribert Heim († 1992) | –                           | –                                                                      | –                           |

Aribert Heim und Alois Brunner wurden nach überzeugenden Indizien von offiziellen Stellen für tot erklärt, einen einzelnen eindeutigen Beweis für den Tod gab es jedoch nicht. Einer APA-Meldung vom 30. November 2014 zufolge soll Alois Brunner nach Angaben des Simon Wiesenthal Centers im Jahr 2009 oder 2010 in Damaskus gestorben sein. Das österreichische Justizministerium belässt Brunner allerdings vorerst weiterhin auf der 2007 erstellten Liste von Personen, für die eine Belohnung von 50.000 Euro für zur Ergreifung führende Hinweise ausgelobt wurde.
Iwan Kalymon ist am 29. Juni 2014 in Detroit gestorben.
Das Landgericht Ellwangen hatte am 27. Februar 2014 das Verfahren gegen Hans Lipschis eingestellt, weil dieser nicht mehr in der Lage sei, sich angemessen zu verteidigen.
| Nr. | 2018 | 2019 | 2020                                                                                        | 2021                                                           |
| --- | --- | --- | ------------------------------------------------------------------------------------------- | -------------------------------------------------------------- |
| 1   | Milivoj Ašner († 2011) | Milivoj Ašner († 2011) | Milivoj Ašner († 2011)                                                                      | Milivoj Ašner († 2011)                                         |
| 2   | László Csatáry († 2013) | Josef Baumann (†) | Friedrich Karl Berger († 2021)                                                              | Friedrich Karl Berger († 2021)                                 |
| 3   | Algimantas Dailidė († 2015) | Friedrich Karl Berger († 2021) | László Csatáry († 2013)                                                                     | László Csatáry († 2013)                                        |
| 4   | John Demjanjuk († 2012) | László Csatáry († 2013) | Bruno Dey                                                                                   | Bruno Dey                                                      |
| 5   | Kurt Gosdek (†) | Bruno Dey | John Demjanjuk († 2012)                                                                     | John Demjanjuk († 2012)                                        |
| 6   | Michael Karkoc († 2019) | John Demjanjuk († 2012) | Imre Finta († 2003)                                                                         | Imre Finta († 2003)                                            |
| 7   | Alfred Luhmann (†) | Imre Finta († 2003) | Michael Karkoc († 2019)                                                                     | Michael Karkoc († 2019)                                        |
| 8   | Henryk Mania († 2020) | Karl Gropler († 2013) | Henryk Mania († 2020)                                                                       | Henryk Mania († 2020)                                          |
| 9   | Helmut Oberlander († 2021) | Michael Karkoc († 2019) | Helmut Oberlander († 2021)                                                                  | Helmut Oberlander († 2021)                                     |
| 10  | Helmut Odenwald | Alfred Luhmann (†) | Leon Rupnik († 1946)                                                                        | Leon Rupnik († 1946)                                           |
| -   | Jakiw Palij († 2019), Josef Scheungraber († 2015), Wilhelm Karl Stark († 2020), Herbert Wahler († 2023), Piotr Wieczorek, Charles Zentai († 2017) | Henryk Mania († 2020), Heinrich Nordhorn (†), Helmut Oberlander († 2021), Heinz Odert, Jakiw Palij († 2019), Johannes Rehbogen († 2019) | Wilhelm Karl Stark († 2020), Heinz Udert († 2020), Piotr Wieczorek, Charles Zentai († 2017) | Heinz Udert († 2020), Piotr Wieczorek, Charles Zentai († 2017) |

## Kritik
Der jüdische Historiker Michael Wolffsohn kritisierte das Projekt in einem Interview mit dem Deutschlandfunk für die Aussetzung eines Kopfgelds als „geschmacklos“. Im selben Zusammenhang bezeichnete er auch die Rückführung von John Demjanjuk als mögliche „institutionelle und vielleicht sogar personelle Wichtigtuerei“, sowie die Arbeit des Wiesenthal Centers als „Klamauk [der] aber nicht für eine wirklich intensive, pietätvolle Aufarbeitung“ stehe.